# Arabie
Arabie (biał. Араб’і; ros. Арабьи) – wieś na Białorusi, w obwodzie brzeskim, w rejonie prużańskim, w sielsowiecie Linowo, przy linii kolejowej Moskwa – Mińsk – Brześć.
W dwudziestoleciu międzywojennym leżało w Polsce, w województwie poleskim, w powiecie prużańskim.